# Vicente Blasco y García

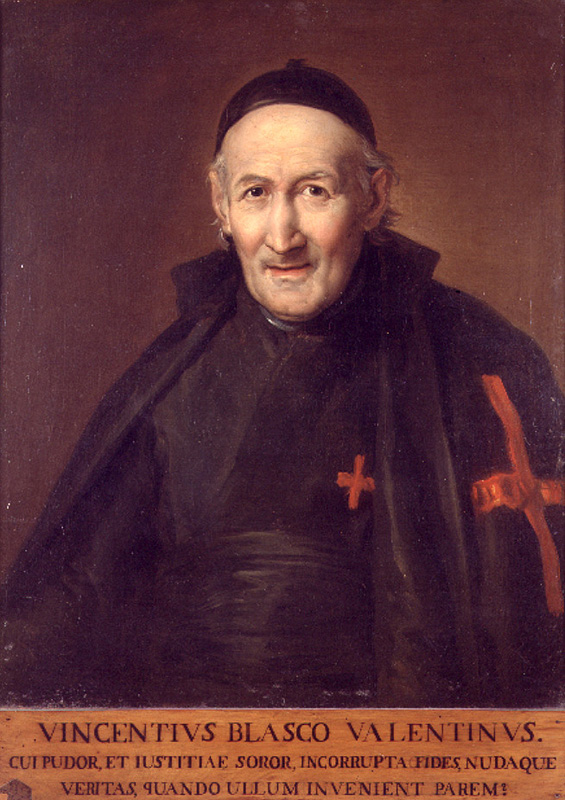
Retrato de Frey Vicente Blasco, obra de Vicente López, hacia 1802 (Museo de Bellas Artes de Valencia).

Vicente Blasco y García (Torrella, Játiva, 13 de marzo de 1735-Valencia, 16 de abril de 1813) fue un teólogo, filósofo y canónigo español, catedrático de la universidad de Valencia y rector de la misma (1784-1813), principal autor del llamado Plan de Estudios de los Carmelitas Descalzos, también llamado plan Blasco, promulgado en 1781 e implantado en 1787.

## Biografía
Hijo de Pedro Blasco y Ángela García, nació en el seno de una familia de siete hermanos (Pedro, Ángela, Mariana, José, Josefa y Antonia) en Torrella, una aldea de apenas 25 vecinos, a siete kilómetros de la ciudad de Játiva, entonces llamada San Felipe. Su familia estaba asentada desde antiguo en este lugar. Obtuvo los grados de Bachiller en filosofía el 12 de julio de 1752 y el 21 del mismo mes y año Maestro en Artes. El 30 de diciembre de 1760 se doctora en Teología, y en 1761 edita en Valencia las obras poéticas de Fray Luis de León con un ensayo preliminar.
Se halló siempre ligado a la Universidad de Valencia, de la que fue catedrático a los 28 años y rector a los 37. Impartió filosofía tomista (1763-1766) y tuvo entre sus alumnos a Tomás Fuentes y a Vicente Agut, pero los novatores valencianos influyeron en su pensamiento y conocía las obras de Descartes y Gassendi. Ingresó el 16 de noviembre de 1753 como freyle de la Orden militar de Montesa y San Jorge de Alfama. Sustituyó al prior José Ramírez (1761) y en 1766, por dimisión de frey Vicente Capera, fue nombrado Blasco Rector interino del Colegio San Jorge. Marchó a Madrid en 1768 para solucionar los problemas que según el Consejo de Órdenes suscitaba la impresión del Bulario de la Orden. Expulsados los jesuitas en 1767, Francisco Pérez Bayer, amigo de colocar en la Corte en cargos civiles y eclesiásticos importantes a sus amigos del círculo del arzobispo Andrés Mayoral, le obtuvo en la Corte el cargo de preceptor del infante Francisco Javier (9 de abril de 1768), y, fallecido este, la subpreceptoría de Gabriel, hijos ambos de Carlos III. Lo hizo tan bien que el infante Gabriel completó una traducción de Salustio. En 1771 ingresó como socio contribuyente en la Real Sociedad Económica de Amigos del País de Valencia.
En 1781 interviene en la reforma de los Reales Estudios de San Isidro en Madrid. Una Real Sobrecédula fechada el 20 de mayo de 1781, le concedió una canonjía en la catedral de Valencia (13 de junio de 1781), y en 1784 se le nombró rector de la Universidad de Valencia, para cuya función era preceptiva esa canonjía. Redactó entonces el famoso Plan Blasco, con el cual culminaba la renovación científica iniciada un siglo antes por el movimiento novator. Se logró, por ejemplo, que el Patronato de la ciudad quedara inoperante aunque no derogado, pues se obstaculizó su derecho a nombrar catedráticos por medio de la exigencia previa de la venia docendi concedida por la Universidad para opositar a cátedras; además se le despojó del privilegio de nombrar rector. Así que, aunque en 1787 vencía su cargo de rector trienal, una real orden del conde de Floridablanca (16 de enero de 1787) le concedió el rectorado vitalicio y permaneció en el cargo hasta su muerte en 1813; en 1788 hubo incidentes con un grupo de catedráticos inconformes con el Plan Blasco: Joaquín Camarasa, Joaquín Catalá y Juan Antonio Mayáns y Siscar. En 1790 es uno de los socios fundadores del Diario de Valencia.  En su testamento donó sus libros a la Universidad.
En 1770 publicó el Prólogo sobre la necesidad de buenos libros para la instrucción del pueblo, en la obra de Fr. Luis de León De los nombres de Cristo. En 1779 y 1780 publicó en Valencia, imprenta Monfort, los "Prólogos, notas e ilustraciones" de las Crónicas de Juan II y los Reyes Católicos. Impulsó la carrera artística del pintor Vicente López al encargarle un gran óleo conmemorativo de la visita de Carlos IV y su familia a la Universidad de Valencia en 180; el rector Blasco compuso una Elegía latina en honor del monarca. Estos quedaron tan satisfechos que le hicieron al pintor más encargos. Fue amigo de los eruditos Francisco Pérez Bayer (1711-1794), Juan Antonio Mayáns y Siscar y su hermano Gregorio, y también del botánico Antonio José Cavanilles y el historiador Juan Bautista Muñoz, con los cuales mantuvo correspondencia epistolar.

## Obras
- Universa Theología pro Adipiscenda Summa Theología Laurea Defendenda a Frey Vicentio Blasco et Garcia, Valencia: Benito Monfort, 1760
- “Sobre la necesidad de buenos libros para la instrucción del pueblo” (pról.) en Fray Luis de León, De los nombres de Cristo, Valencia: Benito Monfort, 1770.
- "Prólogos, notas e ilustraciones" a las Crónicas de Juan II y los Reyes Católicos, Valencia: Monfort, 1779 y 1780.